# Paliano
Paliano est une commune italienne de la province de Frosinone dans la région Latium en Italie.

## Histoire
Paliano était le siège d'une branche de la puissante famille Colonna, dont le chef fut seigneur, puis duc, puis prince de Paliano. Leur forteresse domine la ville. En 1556, les forces papales s'emparèrent de la ville, gouvernée pendant quelques années par Giovanni Carafa, neveu du pape Paul IV, alors duc. Son épouse, Violante di Cardona, était la duchesse de Paliano, célébrée dans la nouvelle éponyme de Stendhal.
À la mort de Paul IV en 1559, Marcantonio Colonna reprit la ville. Sa participation à la bataille navale de Lépante en 1571 est commémorée par la Via Lepanto menant au palais familial. L'église Sant' Andrea, du XVIIe siècle, abrite les tombeaux des Colonna, dont un magnifique tombeau du prince Philippe II Colonna, réalisé par Bernardino Ludovisi, achevé en 1745. Au XIXe siècle, la forteresse Colonna fut vendue aux États pontificaux, qui l'utilisèrent comme prison.

## Politique et administration

### Liste des maires successifs
| Identité             | Période     | Période     | Durée                      | Étiquette       |
| Identité             | Début       | Fin         | Durée                      | Étiquette       |
| -------------------- | ----------- | ----------- | -------------------------- | --------------- |
| Maurizio Sturvi (d)  | 7 juin 2009 | 20 mai 2014 | 4 ans, 11 mois et 13 jours | liste civique   |
| Domenico Alfieri (d) | 20 mai 2014 | En cours    | 11 ans, 2 mois et 25 jours | Parti démocrate |

### Communes limitrophes
Anagni, Colleferro, Gavignano (Italie), Genazzano, Olevano Romano, Piglio, Segni, Serrone

### Personnalités
- Giuseppe Andrea Bizzarri
- Giovanni Simeoni